# هفت گناه کبیره (مانگا)
هفت گناه کبیره (به ژاپنی: 七つの大罪) یک مجموعه مانگای فانتزی ژاپنی به نویسندگی و تصویرسازی ناکابا سوزوکی است. این مانگا توسط انتشارات کودانشا از اکتبر ۲۰۱۲ تا مارس ۲۰۲۰، در ویکلی شونن مگزین منتشر شد، و فصل‌های آن در چهل و یک جلد تانکوبون جمع‌آوری شدند. 